# Johannette Zomer
Johannette Zomer, née en 1972 est  une soprano néerlandaise dont le répertoire englobe principalement la musique baroque mais également les musiques médiévale, classique, romantique et contemporaine.

## Biographie

### Formation
Après avoir travaillé comme microbiologiste durant plusieurs années, Johannette Zomer entame des études de chant au Conservatoire Sweelinck d'Amsterdam en 1990 sous la direction de Charles van Tassel : elle décroche son diplôme en juin 1997,.
Par la suite, elle suit des cours auprès de Diane Forlano à Londres, Claudia Visca à Wuppertal et Marlena Malas à New York,.

### Carrière
Johannette Zomer fait ses débuts à l'opéra en interprétant le rôle du page Tebaldo dans l'opéra Don Carlos de Verdi avec le Nationale Reisopera d'Enschede en octobre 1996,.
Au cours de sa carrière de soprano, elle travaille avec de nombreux ensembles comme le Collegium Vocale de Gand, l'Orchestre baroque d'Amsterdam (avec qui elle enregistre 7 volumes de l'intégrale des cantates de Jean-Sébastien Bach), L'Arpeggiata sous la direction de Christina Pluhar, Antequera, Florilegium et Il Fondamento, ce qui l'amène à être dirigée par de grands spécialistes de la musique baroque tels que Philippe Herreweghe, Ton Koopman, Frans Brüggen, Gustav Leonhardt, René Jacobs, Reinhard Goebel, Ivor Bolton, Thomas Hengelbrock et Paul McCreesh.
De 2001 à 2007, elle forme un duo avec le luthiste et théorbiste néerlandais Fred Jacobs, avec qui elle réalise pour le label néerlandais Channel Classics une série d'enregistrements consacrés au chant du XVIIe siècle.
Elle fait par ailleurs partie des ensembles Compania Vocale, La primavera et Antequera.
En 2013, elle fonde son propre ensemble, le Tulipa Consort.

## Interprétations remarquables
On épinglera particulièrement sa remarquable interprétation des Cantigas de Santa María d'Alphonse X le Sage, avec l'ensemble Antequera, ainsi que le disque « L'esprit Galant » qu'elle consacra avec le théorbiste Fred Jacobs aux airs baroques d'Antoine Boësset, Michel Lambert, Sébastien Le Camus et Marc-Antoine Charpentier, SACD Channel Classics 2007.

## Discographie sélective
Voir le site de Johannette Zomer pour la discographie complète.

### Avec le Collegium Vocale de Gand
- 1996 : Messe en Si mineur de Jean-Sébastien Bach
- 2002 : Requiem de Gabriel Fauré
- 2002 : Cantates BWV 2, 20 & 176 de Jean-Sébastien Bach

### Avec l'ensemble L'Arpeggiata
- 2000 : La Villanelle de Kapsberger
- 2002 : Homo fugit velut umbra de Stefano Landi
- 2004 : Rappresentatione di Anima et di Corpo d'Emilio de' Cavalieri

### Avec l'ensemble Antequera
- 2003 : Eno nome de Maria (Cantigas de Santa María d'Alphonse X le Sage)

### Avec le théorbiste Fred Jacobs
- 2003 : Splendore di Roma, œuvres de Kapsberger, Mazzocchi, Michi, Rossi
- 2005 : Nuove Musiche, airs de Giulio Caccini et pièces de théorbe d'Alessandro Piccinini
- 2007 : L'esprit Galant : 
  - airs d'Antoine Boësset, Michel Lambert, Sébastien Le Camus et Marc-Antoine Charpentier (H.441, H.450, H.443, H.466, H.467)
  - pièces de théorbe d'Ennemond Gaultier, Germain Pinel, Nicolas Hotman et Robert de Visée

### Avec l'Orchestre baroque d'Amsterdam
- 2004 : volumes 15, 16 et 17 de l'intégrale des cantates de Jean-Sébastien Bach
- 2005 : volumes 18 et 19 de l'intégrale des cantates de Jean-Sébastien Bach
- 2006 : volumes 20 et 21 de l'intégrale des cantates de Jean-Sébastien Bach
- 2006 : Opera Omnia II, Vocal Works I de Dietrich Buxtehude

### Autres
- 1998 : Marc-Antoine Charpentier, In honorem Caecilia, Valeriani et Tiburtii  canticum H.394, Cappela Figuralis, The Netherlands Bach Society,  dir. Jos van Veldhoven (Channel classics)
- 2004 : Requiem de Michael Haydn, avec le Chœur de chambre suisse et l'Orchestre de chambre de Lausanne dirigés par Christian Zacharias
- 2006 : Il rè Pastore de Mozart, avec l'ensemble Musica ad Rhenum dir. Jed Wentz (Brilliant Classics)